# 酒醉的探戈
『酒醉的探戈』（チィォウ シィェイ ティ タン コヲ）は、テレサ・テンの日本での3枚目の中国語オリジナル・アルバムである。1986年12月25日にトーラスレコードからLP盤（レコード品番：28TR-2134）とカセットテープ（規格品番：28TT-1134）形式でリリースされた。全10曲収録。
ディスクジャケット帯のキャッチコピーは「「時の流れに身をまかせ」から「愛人」まで、テレサのヒット曲 中国詞歌集!」。

## 概要
テレサ・テンは自分のヒット曲「時の流れに身をまかせ」・「愛人」をはじめ、他人のヒット曲「MERRY X'MAS IN SUMMER」・「夜霧のハウスマヌカン」などをすべて中国語詞で歌っている。テレサ・テンが桃麗莎（テレサ）の名義で初めて中国語詞を担当している。基本的には1987年4月に香港でリリースされたテレサ・テン生前の最後の中国語アルバム『我只在乎你』の収録内容と同じものが、相違点は『我只在乎你』に収録されていた「命運之川（さだめ川）」は、本作には収録されていない。
1987年1月22日にトーラスレコードより初CD化（規格品番：34TX-1054）された。

## 批評
CDジャーナルは、「「時の流れに身をまかせ」「愛人」「ノスタルジア」など、彼女のヒット曲の数々が中国詞でじっくりと味わえる。アジアを魅了した歌声がここに。やっぱり中国語だと声ののびがちがいます。「Merry X'mas In Summer」や「夜霧のハウスマヌカン」などの中国語ヴァージョンを聴くときにおこるこそばゆいはずかしさがとても楽しいですね。」と評した。

## 収録曲
| #         | タイトル                             | 作詞                                           | 作曲        | 編曲      | 時間  |
| --------- | ------------------------------------ | ---------------------------------------------- | ----------- | --------- | ----- |
| A1.       | 「酒醉的探戈」                       | 張宗榮                                         | 陳金明      | 林有三    | 4:14  |
| A2.       | 「像故事般溫柔」(ジャスミン慕情)     | 小林和子 黄建昌（中国詞）                      | 芳野藤丸    | 芳野藤丸  | 4:35  |
| A3.       | 「愛人」                             | 荒木とよひさ 楊立德（中国詞） 韓正皓（中国詞） | 三木たかし  | 川口真    | 3:47  |
| A4.       | 「午夜微風」(傷心)                   | 荒木とよひさ 周治平（中国詞）                  | 三木たかし  | 芳野藤丸  | 4:21  |
| A5.       | 「天外天上天無涯」(今でも)           | 飛鳥涼 晨曦（中国詞）                          | 飛鳥涼      | 瀬尾一三  | 4:13  |
| B1.       | 「夏日聖誕」(MERRY X'MAS IN SUMMER)  | 桑田佳祐 桃麗莎（中国詞）                      | Kuwata Band | 杉村俊博  | 5:15  |
| B2.       | 「非龍非彲」(夜霧のハウスマヌカン)   | いとうせいこう 李秀元 桃麗莎（中国詞）         | 柵部陽一    | 杉村俊博  | 4:08  |
| B3.       | 「不著痕跡」(ノスタルジア)           | 松井五郎 洪光達（中国詞）                      | 南こうせつ  | 川口真    | 4:09  |
| B4.       | 「心路過黃昏」(黄昏)                 | 荒木とよひさ 黄大軍（中国詞）                  | 川口真      | 川口真    | 4:03  |
| B5.       | 「我只在乎你」(時の流れに身をまかせ) | 荒木とよひさ 慎芝（中国詞）                    | 三木たかし  | 川口真    | 4:15  |
| 合計時間: | 合計時間:                            | 合計時間:                                      | 合計時間:   | 合計時間: | 43:00 |